# Tectarius
Genre
Synonymes
- Cidaris Röding, 1798
- Echinella Swainson, 1840
- Echinellopsis Rovereto, 1899
- Echininus Clench & Abbott, 1942
- Liralittorina Rosewater, 1981
- Nina Gray, 1850
- Pagodella Swainson, 1840
- Pagodus Gray, 1839
- Tectaria
- Tectarium P. Fischer, 1885
- sous-genre Tectarius (Echininiopsis) D. G. Reid, 1989
- sous-genre Tectarius (Echininus) Clench & Abbott, 1942
- sous-genre Tectarius (Tectarius) Valenciennes, 1832
- sous-genre Tectarius (Tectininus) Clench & Abbott, 1942
- Tectininus Clench & Abbott, 1942[1]

Tectarius est un genre de mollusques gastéropodes marins de la famille des Littorinidae.

## Liste d'espèces
Selon World Register of Marine Species (28 octobre 2017) :
- Tectarius antonii (Philippi, 1846)
- Tectarius coronatus (Valenciennes, 1832)
- Tectarius cumingii (Philippi, 1846)
- Tectarius grandinatus (Gmelin, 1791)
- Tectarius niuensis D. G. Reid & Geller, 1997
- Tectarius pagodus (Linnaeus, 1758)
- Tectarius rusticus (Philippi, 1846)
- Tectarius spinulosus (Philippi, 1847)
- Tectarius striatus (King, 1832)
- Tectarius tectumpersicum (Linnaeus, 1758)
- Tectarius viviparus (Rosewater, 1982)

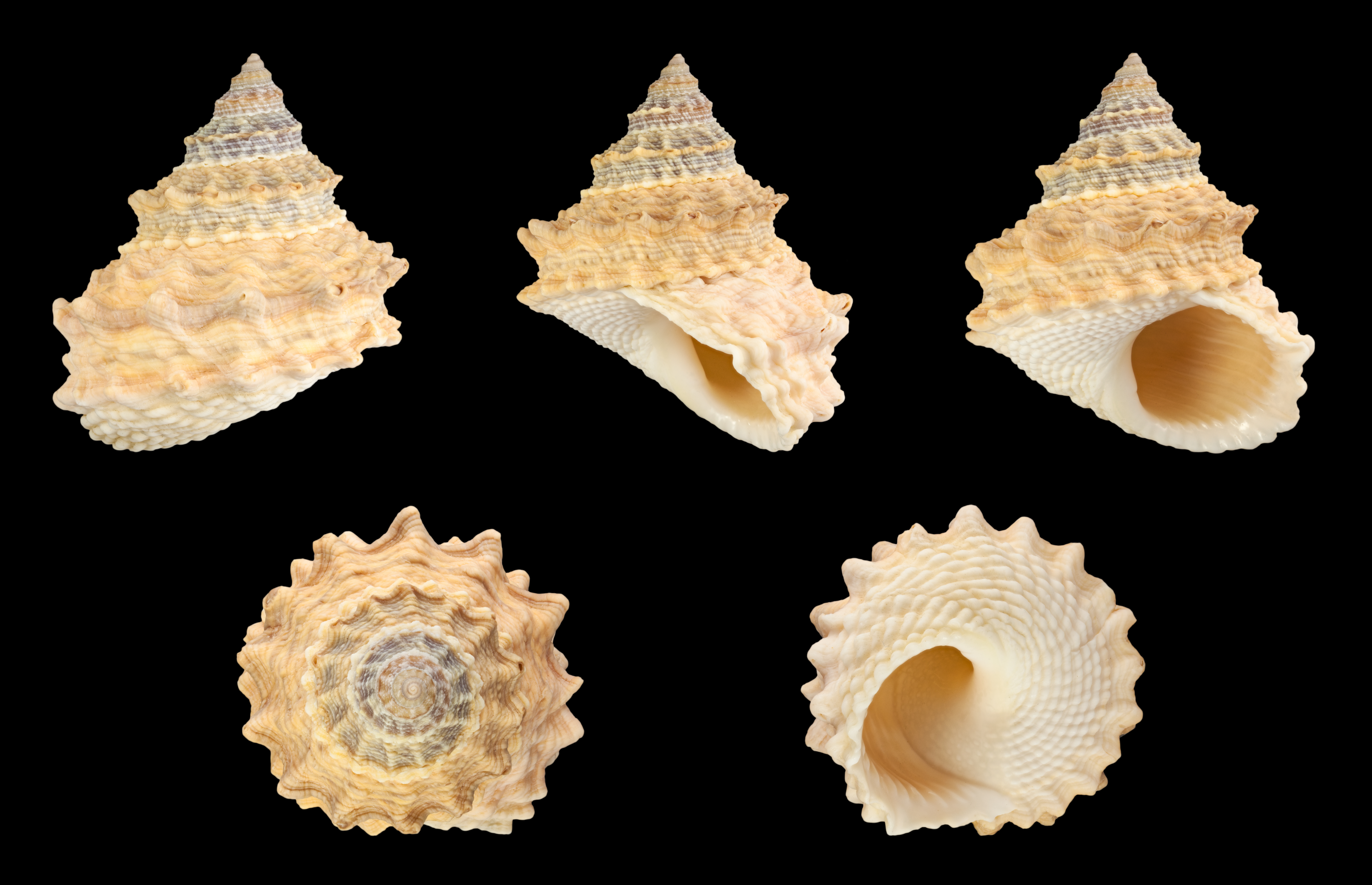
Coquille de T. pagodus.
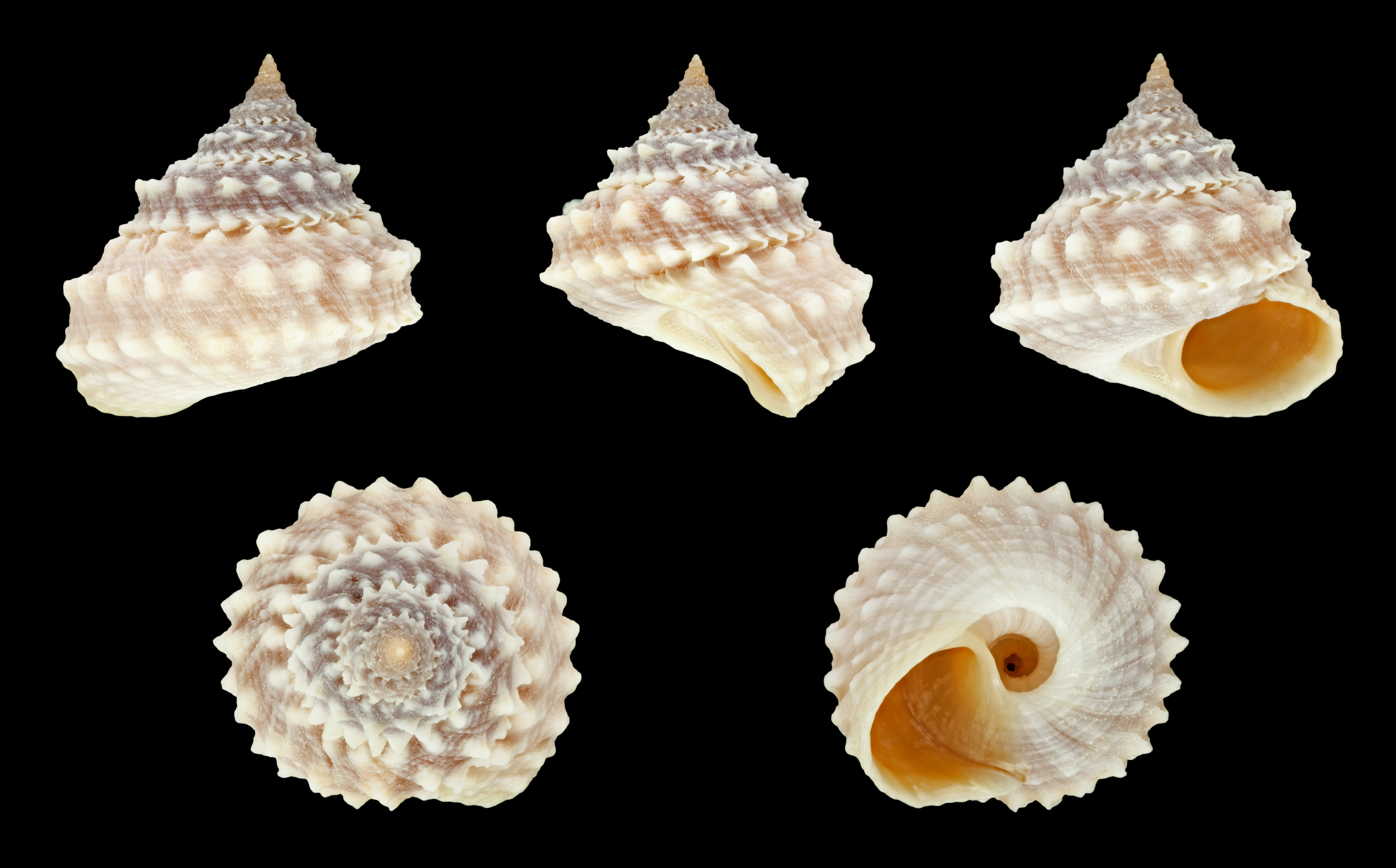
Coquille de T. cumingli, originaire d'Indonésie.